# Crystal Ray
Crystal Ray (Northridge, Los Ángeles, California; 28 de agosto de 1982) es una actriz pornográfica estadounidense retirada.

## Biografía
Crystal Ray nació en agosto de 1982 en el barrio angelino de Northridge con el nombre de Lashelle Christine Jones.
Antes de entrar en la industria pornográfica, trabajó como masajista y estríper. En 2002, con 19 años de edad, empezó su carrera como actriz porno.
En 2004 ganó el Premio AVN en la categoría de Mejor escena de sexo lésbico en grupo por The Violation of Jessica Darlin, premio que compartió con Jessica Darlin, Brandi Lyons, Lana Moore, Hollie Stevens, Flick Shagwell y Ashley Blue.
Ese mismo año recibió dos nominaciones en los AVN: a la Mejor actriz revelación y a la Mejor escena de sexo en grupo por la película Service Animals 14.
Algunos trabajos de su filmografía son Ass Whore, Bound, Crack Attack, Multiples o Sex Squad.
Crystal dejó el negocio de las películas eróticas en 2010, con algo más de 220 películas.

## Premios y nominaciones
| Año  | Ceremonia   | Resultado | Premio                                | Trabajo                         |
| ---- | ----------- | --------- | ------------------------------------- | ------------------------------- |
| 2004 | Premios AVN | Nominada  | Mejor actriz revelación               | —                               |
| 2004 | Premios AVN | Ganadora  | Mejor escena de sexo lésbico en grupo | The Violation of Jessica Darlin |
| 2004 | Premios AVN | Nominada  | Mejor escena de sexo en grupo         | Service Animals 14              |